# Jacob Bryant
Jacob Bryant (Plymouth, 1715 – Cippenham, 1804) è stato un antiquario inglese.
Divenne celebre nel 1767 per l'opera Un nuovo sistema o analisi della mitologia antica, opera ispirata dalla filosofia di David Hume.